# Nintendogs+Cats
Nintendogs+Cats ist ein 2011 von Nintendo veröffentlichtes Videospiel für den Nintendo 3DS. Es ist der Nachfolger von Nintendogs. Es wurde am 26. Februar 2011 in Japan, am 25. März 2011 in Europa (zeitgleich mit dem Nintendo 3DS) und am 27. März 2011 in Nordamerika veröffentlicht.

## Spielprinzip
Das Spiel orientiert sich sehr an seinem Vorgänger. Nintendogs+Cats hat eine verbesserte Grafik sowie einige neue Funktionen wie z. B. die "StreetPass"-Funktion, mit der man andere Spieler, die man auf der (realen) Straße trifft, registrieren kann und die Möglichkeit, im späteren Verlauf auch Katzen zu erwerben. Zudem kann man auch die Kamera des Nintendo 3DS mit den AR-Karten benutzen (Siehe auch Abschnitt "Technische Merkmale" im Artikel Nintendo 3DS).

## Änderungen zum Vorgänger
Das Gameplay hat sich geringfügig geändert. Auf dem unteren Bildschirm (Touchscreen) erscheinen im normalen Spielbetrieb nur noch Umrisse. Dunklere Umrisse zeigen an, dass mit dem Stylus interagiert werden kann, z. B. Annahme von Gegenständen und Führen der Leine. Geschäfte können direkt (ohne Spaziergang) betreten werden; außerdem existieren neue Örtlichkeiten, wie ein Café, sowie zahlreiche neue Gegenstände, wie unterschiedliche Möbel für Hunde und Katzen, Diätfutter, weiteres neues Spielzeug, Mode-Accessoires und Schallplatten.
Beim Spaziergang erscheinen kleine, quadratische Rasenflächen, sowie Abfallbehälter und Hydranten, zu denen die Hunde hingeführt bzw. weggeführt werden können. Herrchen von fremden Tieren sind komplett als sogenannte Mii-Avatare sichtbar. Werden die Hunde zu den Schildern am Rand geführt, können andere Stadtflächen wie Berge und Meere, Gebäude oder Parks betreten werden. Ferner gibt es Geheimwege mit vermehrten Fundmöglichkeiten. Damit werden die Spaziergänge verlängert und Training kann eingebunden werden. Außerdem wurde der ökologische Aspekt erweitert. Vom Hund gefundene wertvolle Abfälle wie Autoreifen, Leder, Metall oder Plastikflaschen können in einem Geschäft zu neuen Gegenständen recycelt werden.
Tageszeiten und Wetterwechsel werden dargestellt, so gibt es nach Regen Wasserpfützen, die den Hund zusätzlich verschmutzen, falls dieser nicht von diesen weggeführt wird.
Es existieren weiterhin drei Wettbewerbskategorien, wobei der Hindernisparcours durch Coursing (Windhundrennen) ersetzt wurde. Im Gegensatz zu den anderen Wettbewerben treten alle drei Kandidaten hier gleichzeitig gegeneinander an. Die weiteren Wettbewerbskategorien außer Coursing sind der Gehorsamkeitswettbewerb und der Discwettbewerb, bei dem der Hund einen Frisbee auffangen muss.

## Versionen
Es wurden gleich 3 verschiedene Versionen des Spiels veröffentlicht, dabei Nintendogs+Cats: Zwergpudel & neue Freunde; Nintendogs+Cats: Golden Retriever & neue Freunde und Nintendogs+Cats: Französische Bulldogge & neue Freunde. Die Versionen unterscheiden sich in den am Anfang erhältlichen Hunderassen. In Japan erschien außerdem statt der Golden Retriever-Version die Version Nintendogs+Cats: Shiba & neue Freunde.

## Tierrassen
In jeder Version sind am Anfang neun verschiedene Hunderassen sowie später auch drei Katzenrassen (Langhaar, Kurzhaar, Orientalisch) erhältlich. Im Laufe des Spieles lassen sich dann alle 27 Hunderassen freischalten. (Darunter auch ein Roboterhund. Man braucht 11.000 Halterpunkte, um ihn freizuschalten.)
| Zwergpudel & neue Freunde | Golden Retriever & neue Freunde | Französische Bulldogge & neue Freunde |
| ------------------------- | ------------------------------- | ------------------------------------- |
| Zwergpudel                | Golden Retriever                | Französische Bulldogge                |
| Jack Russell Terrier      | Shiba                           | Shetland Sheepdog                     |
| Welsh Corgi Pembroke      | Beagle                          | Dalmatiner                            |
| Zwergschnauzer            | Zwergpinscher                   | Basset                                |
| Labrador Retriever        | Zwergdackel                     | Cavalier King Charles Spaniel         |
| Bullterrier               | Deutsche Dogge                  | Chihuahua                             |
| Deutscher Boxer           | Mops                            | Siberian Husky                        |
| Shih Tzu                  | Cockerspaniel                   | Deutscher Schäferhund                 |
| Zwergspitz                | Malteser                        | Yorkshire Terrier                     |